# Васёв, Григорий Тимофеевич
Григорий Тимофеевич Васёв (1922—2004) — капитан Советской Армии, полковник госбезопасности СССР, участник Великой Отечественной войны, Герой Советского Союза (1945).

## Биография
Григорий Тимофеевич Васёв родился 24 декабря 1922 года в посёлке Ново-Самарск (ныне — Абзелиловский район Башкортостана) в семье крестьянина. Окончил среднюю школу, проживал и работал в городе Магнитогорске Челябинской области. В 1940 году Васёв был призван на службу в Рабоче-крестьянскую Красную Армию Магнитогорским городским военным комиссариатом. В 1943 году Васёв окончил Чкаловскую военную авиационную школу пилотов. В том же году Васёв вступил в ВКП(б). С июля 1943 года — на фронтах Великой Отечественной войны. К марту 1945 года гвардии старший лейтенант Григорий Васёв командовал звеном 165-го гвардейского штурмового авиаполка 10-й гвардейской штурмовой авиадивизии 17-й воздушной армии 3-го Украинского фронта.
За период своего участия в боевых действиях с июля 1943 по март 1945 года Васёв совершил 143 боевых вылета на штурмовике «Ил-2» на бомбометание, разведку и штурмовку скоплений техники и живой силы противника.
Указом Президиума Верховного Совета СССР от 18 августа 1945 года за «образцовое выполнение боевых заданий командования и проявленные мужество и героизм в боях с немецкими захватчиками» гвардии старший лейтенант Григорий Васёв был удостоен высокого звания Героя Советского Союза с вручением ордена Ленина и медали «Золотая Звезда» за номером 8830.
В 1946 году в звании капитана Васёв был уволен в запас. В 1947—1949 годах он находился на комсомольской работе в Магнитогорске, затем работал в органах государственной безопасности СССР, выйдя в отставку в звании полковника. Проживал городе Ейске Краснодарского края, скончался 31 декабря 2004 года.
Был также награждён тремя орденами Красного Знамени и тремя орденами Отечественной войны 1-й степени, а также рядом медалей.